# Abborragölen (Eringsboda socken, Blekinge)
Abborragölen är en sjö i Ronneby kommun i Blekinge och ingår i Nättrabyån-Ronnebyåns kustområde.